# SimTunes
SimTunes — відеогра в жанрі симулятор, створена і видана студією Maxis в 1996 році для Microsoft Windows. Прообразом для SimTunes стала гра під назвою Sound Fantasy, розроблена японським ігровим дизайнером Тосіо Івай для ігрової приставки Super NES на початку 90-х років, однак гра згодом не була випущена через не сумісності звукового супроводу з приставкою. Згодом багато елементів гри були реалізовані в SimTunes.

## Ігровий процес
У грі присутній віртуальний мольберт, який можна розмальовувати великими пікселями, створюючи картинки. Кожен піксель — ця нота, а колір пікселя визначає її тон. По пікселях-нотах повзають так звані «музичні комашки», які імітують звук певного музичного інструменту. Також гравець може задавати шлях для комашок, позначаючи пікселі бічними точками, щоб ті йшли в правильному напрямку, також можна задавати напрямок таким чином, щоб комашки перестрибували на певні пікселі, минаючи інші. Усього доступно 48 видів комашок, кожна з якої імітує звук окремого музичного інструменту. Напрямок можна задавати відразу декількох музичних комашки, які разом будуть утворювати повноцінну музику за умови грамотної розстановки пікселів-нот.

## Критика
Критик журналу Allgame Карен Макколл похвалив гру і зазначив, що гравець отримує відмінну можливість повчиться на композитора оминаючи музичну теорію. Гра ідеально підійде для дітей, які навчаються в третьому класі або вище. SimTunes дає можливість дитині проявити свій потенціал або навіть розкрити талант до музики.
В іншому огляді було відзначено, що гра ідеально поєднує собі гру для малювання та написання музики. А будь-яка помилка перетворюється на музичну карикатуру. Гра має високу навчальну цінність, де дитина може експериментувати і пізнавати для себе щось нове.